# Kirovska oblast
Kirovska oblast (rusko Ки́ровская о́бласть) je oblast v Rusiji v Privolškem federalnem okrožju. Na severu meji na Arhangelsko oblast, na severovzhodu na republiko Komi, na vzhodu na Permski okraj, na jugovzhodu na republiko Udmurtija, na jugu na republiko Tatarstan, na jugozahodu na republiko Marij El, na zahodu na Niženovgorodsko oblast in na severozahodu na Kostromsko ter Vologdsko oblast. Ustanovljena je bila 7. decembra 1934. Glavno mesto je Kirov, ki se je pred letom 1934 imenoval Vjatka, po reki, ki teče skozenj.